# Wells, Minnesota
Wells är en ort i Faribault County i delstaten Minnesota, USA.